# Otto Friedrich Müller
Otto Friedrich Müller (ur. 11 marca 1730 w Kopenhadze, zm. 26 grudnia 1784) – duński przyrodnik, jeden z pionierów badań fauny Danii i Norwegii, autor klasyfikacji ponad 3 000 gatunków. Członek Królewskiej Szwedzkiej Akademii Nauk.
Był pionierem klasyfikacji kilku grup zwierząt, nieopisanych przez Linneusza, w tym wodopójek ("Hydrarachnellae"), skorupiaków i wymoczków.
Mimo że główną sferą jego badań była zoologia, w latach 1775–1782 zajmował się również edycją atlasu botanicznego Flora Danica, opracowując 300 płyt do 5 zeszytów tej publikacji.
W botanice do jego nazwiska odnosi się skrót O.F.Müll.
Na jego cześć nazwano widłonoga Cyclops mulleri.